# Habr Awal
Gli Habr Awal (nome completo Zubair Abdirahman (Awal) Shiekh Isaaq ibn Ahmad al-Hashimi; scritto anche nella forma Zubeyr Awal o Subeer Awal) è uno dei più importanti clan somali nel corno d'Africa ed è distinto in otto cabile, delle quali le più grandi e importanti sono gli Issa Musse e i Sa’ad Musse.
I suoi membri fanno parte della confederazione Habar Magaadle e costituiscono il più grosso sotto-clan degli Isaaq. Gli Habr Awal sono tradizionalmente degli agricoltori, pastori nomadi, mercanti e abitanti delle coste. Sono considerati il clan più ricco della Somalia.
Dominano politicamente ed economicamente il Somaliland e risiedono nelle sue zone più fertili ed economicamente strategiche, oltre a controllarne la capitale Hargeisa.
Gli altri loro principali centri abitati sono Berbera, Gabiley, Sheikh, Wajaale, Arabsiyo, Bulhar, Kalabaydh, Daarbuduq ed Hart Sheik.